# Åke Karsberg
Åke Lennart Karsberg, född 5 september  1910 i Göteborgs Annedals församling, död 19 november 1994 i Sankt Görans församling, var en svensk elektroingenjör och direktör. 
Karsberg tog civilingenjörsexamen i elkraftteknik 1935 vid Chalmers tekniska högskola och var anställd vid Asea i Ludvika 1935–1939. Han började som ingenjör 1940 på Kungliga järnvägsstyrelsen, där han 1951 blev chef för dess eltekniska byrå och 1961–1975 var teknisk direktör och chef för utvecklingsavdelningen. Han invaldes 1958 som ledamot av Kungliga Ingenjörsvetenskapsakademien. Under en kort period 1969 var han även generaldirektör för Statens Järnvägar